# المفتش العام (مسرحية)
تعتبر رواية المفتش العام أحد أعمال الكاتب الروسي نيقولاي غوغول (1809 - 1852) وهي عبارة عن مسرحية هزلية ساخرة تم نشرها أول مرة عام 1836.

## كوميديا المفتش العام
غوغول كان يثق جدا في رأي وذوق بوشكين الأدبي، ونشر سنة 1863 في مجلته الأدبية «قصة العربة» التي تعتبر بلا منازع من احسن قصصه الساخرة، وقصته الغريبة السريالية الفكاهية «الأنف». واستوحى غوغول من بوشكين فكرة مسرحية «المفتش العام» ورواياته البديعة «النفوس الميتة» التي تعتبر من أحسن الروايات المكتوبة في تاريخ الأدب الروسي بشكل خاص، والأدب العالمي بشكل عام.
كوميديا «المفتش العام» هاجمت وسخرت بدون رحمة من النظام البيروقراطي الفاسد في عهد القيصر نيقولا الأول. وباختصار تحكي كوميديا المفتش العام أن المسؤولين والموظفين الفاسدين في أحد أقاليم البلاد استقبلوا رجلاً سمينا جميل الهندام، وظنوا أنه «المفتش العام». وأخذوا يقدمون له الرشاوي ويدعونه إلى المآدب لكي يغض بصره عن فسادهم الوظيفي. وبعد مغادرته احتفلوا بأنهم تمكنوا من الضحك عليه، وأثناء احتفالهم بنصرهم وصل «المفتش العام» الحقيقي فأصابهم الرعب. عرضت الكوميديا مرة واحدة في روسيا في 19 إبريل/ نيسان 1836 بأمر مباشر من القيصر نيقولا، وبعدها قامت ضجة كبيرة في الجرائد وفي الدوائر الحكومية، فمنعت من العرض مرة ثانية، ولدرجة أن غوغول اضطر إلى مغادرة روسيا في يونيو/ حزيران 1836 وتوجه إلى روما ومكث فيها بطريقة متقطعة حوالي 6 سنوات (لغاية سنة 1842).